# Euryarthrum albocinctum
Euryarthrum albocinctum är en skalbaggsart som beskrevs av Blanchard 1845. Euryarthrum albocinctum ingår i släktet Euryarthrum och familjen långhorningar. Inga underarter finns listade i Catalogue of Life.